# داماد راهزن
داماد راهزن (به آلمانی: Der Räuberbräutigam) یک افسانه آلمانی است که یکی از افسانه‌های برادران گریم است و در فهرست آن‌ها به‌عنوان افسانهٔ شمارهٔ ۴۰ ثبت شده‌است. این داستان در گروه شاخص آرنه-تامپسون با کد ATU ۹۵۵ دسته‌بندی می‌شود و با داستان‌هایی چون ریش آبی، عروس شیطان و پرنده فیتچر نزدیکی مضمونی دارد.
این افسانه داستان زنی جوان است که نامزدش مردی ثروتمند و ظاهراً محترم است، اما در واقع رهبر گروهی از راهزنان و آدم‌خواران است. دختر جوان با زیرکی و شجاعت، حقیقت را کشف کرده و جان خود را نجات می‌دهد.

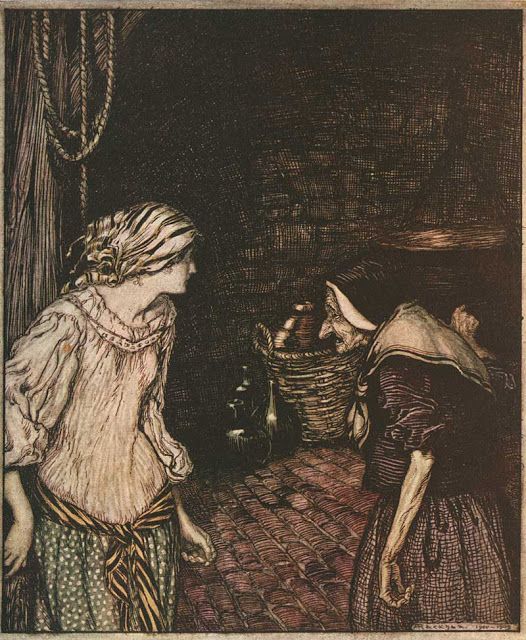
تصویرنگاری آرتور راکهام ۱۹۰۹

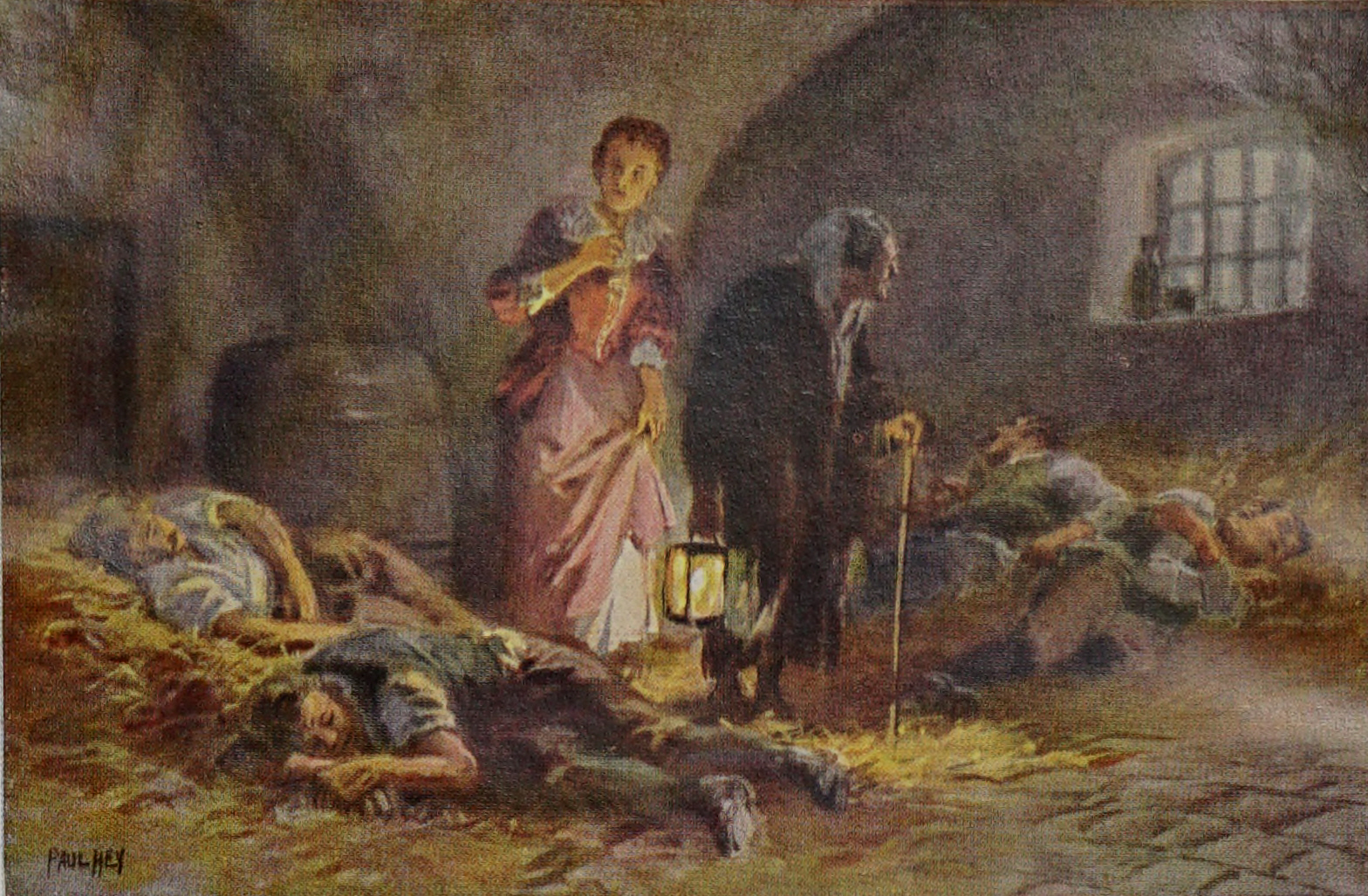
تصویرنگاری ۱۹۳۹

## داستان کامل
روزی روزگاری آسیابانی بود که دختری زیبا داشت. مرد آرزو داشت دخترش را به مردی ثروتمند شوهر دهد. روزی خواستگاری نزد آسیابان آمد؛ مردی ثروتمند و خوش‌ظاهر که خود را تاجر معرفی می‌کرد. آسیابان، بدون دانستن حقیقت، دخترش را به او وعده داد.
اما دختر جوان، دل‌نگران و مردد بود. چیزی در وجود آن مرد، اعتماد او را جلب نمی‌کرد. با این حال، مرد نامزدش را قانع کرد که به خانه‌اش در جنگل برود و از او دیدن کند. او گفت که مسیر خانه‌اش را با خاکستر علامت‌گذاری خواهد کرد تا دختر بتواند راه را پیدا کند.
دختر هنگام حرکت، نخود و عدس در جیب‌هایش ریخت و آن‌ها را در طول راه پراکند تا بتواند راه برگشت را بیابد، چراکه به خاکستر اعتماد نداشت.
وقتی به خانه رسید، خانه‌ای تاریک و ساکت در دل جنگل دید. پرنده‌ای در قفسی آواز می‌خواند: «بازگرد، بازگرد ای عروس زیبای من! در این خانهٔ مرگ مکث مکن!»
دختر با ترسی عمیق وارد خانه شد. در زیرزمین، پیرزنی پیدا کرد که به او هشدار داد: «اگر بمانی، تو را می‌کشند و می‌خورند. من تو را پنهان می‌کنم، پشت بشکه‌ای بزرگ. ساکت بمان!»
به‌زودی دسته‌ای از راهزنان، به رهبری همان داماد، وارد خانه شدند و دختری جوان و ناشناس را با خود آوردند. او را برهنه کرده، با شمشیر پاره‌پاره کردند، گوشتش را با نمک پوشاندند و آمادهٔ طبخ کردند. یکی از آن‌ها، هنگام بریدن انگشت دختر برای گرفتن انگشتر طلایی‌اش، انگشت را برید اما انگشتر با انگشت از دستش در رفت و دقیقاً در دامان دختر مخفی‌شده افتاد.
پیرزن گفت: «نگران نباشید، انگشت و انگشتر که فرار نمی‌کنند! فردا صبح پیدایشان می‌کنید.»
سپس شراب مسموم به راهزنان داد. وقتی همه به خواب رفتند، دختر جوان و پیرزن ساکت از خانه گریختند. خاکسترها با باد پراکنده شده بودند، اما نخودها و عدس‌ها در طول مسیر جوانه زده بودند و راه برگشت را به خانه نشان دادند.
وقتی روز عروسی فرا رسید، میهمانان جمع شدند و شوهر آینده از عروس خواست تا داستانی بگوید. دختر گفت: «خوابی دیده‌ام...» و داستان خانهٔ قاتلان را بازگو کرد. هر بار که حقیقتی می‌گفت، اضافه می‌کرد: «اما این فقط یک خواب بود، عزیزم!»
وقتی به آن‌جایی رسید که انگشت در دامانش افتاده بود، انگشتِ بریده‌شده با انگشتر را بیرون آورد و به همه نشان داد. داماد و همراهانش فوراً بازداشت شدند و دادگاه آنان را به مجازات رساند.

## نسخه‌های دیگر
- در نسخهٔ سال ۱۸۱۲ برادران گریم، داماد یک شاهزاده و دختر نیز یک شاهزاده‌خانم است و پدرش شاهی است که حکم به اعدام راهزنان می‌دهد.
- در نسخهٔ ۱۸۵۷، دختر فرزند یک آسیابان است و داماد یک خواستگار ثروتمند. دادگاه، نه پدر دختر، مسئول اجرای عدالت است.
- نسخه‌ای انگلیسی با عنوان آقای فاکس توسط جوزف جیکوبز در کتاب «افسانه‌های انگلیسی» آمده‌است که در آن، شخصیت زن (بانو مری) از سر کنجکاوی به خانه می‌رود، نه به دعوت مرد. خانه پر از اجساد زنانی است که توسط آقای فاکس کشته شده‌اند.
- الکساندر پوشکین نیز نسخه‌ای از این داستان به نام «عروس» (Жених) نوشته که با بازگشت دختر از خانهٔ راهزنان آغاز می‌شود.
- در نسخه‌ای از ناحیهٔ اوزارک در آمریکا، دختر تصمیم می‌گیرد هیچ‌گاه ازدواج نکند و تا آخر عمر نزد خانواده‌اش می‌ماند.

## اقتباس‌ها

### ادبیات
- یودورا ولتی رمانی به نام داماد راهزن در سال ۱۹۴۲ نوشت که داستان را به قرن هجدهم در میسی‌سیپی منتقل می‌کند. در آن، داماد راهزن شخصیتی قهرمان است و دشمن خون‌خوارش (هارپ کوچک) را شکست می‌دهد.
- نورمن پارتریج داستانی با عنوان آقای فاکس دارد که در عصر مدرن روایت شده‌است.
- نیل گیمن داستان کوتاهی به نام جادهٔ سفید نوشته که در آن شخصیت زن، راز آقای فاکس را افشا می‌کند، اما برخلاف نسخهٔ اصلی، مرد بی‌گناه است و در پایان توسط زن کشته می‌شود.
- مارگارت اتوود رمانی به نام عروس فریبکار دارد که در آن، شخصیت زن منفی داستان، مردان را فریب داده و نابود می‌کند. داستان از نگاه زنان خیانت‌دیده روایت می‌شود.
- در مجموعهٔ کمیک افسانه‌های گریم (شمارهٔ ۶)، این داستان به‌شکلی مدرن بازگو شده‌است؛ در آن دو خواهر با یک کنت مرموز درگیر هستند که یکی از آن‌ها را می‌کشد و می‌خورد.

## مقایسه با دیگر داستان‌ها
این افسانه، شباهت‌هایی با دیگر افسانه‌های گریم و داستان‌های عامیانهٔ جهان دارد:
- گم‌کردن راه در جنگل: هانسل و گرتل، خانهٔ جنگلی
- پرندهٔ هشداردهنده: مشابه با جورینده و جورینگل
- خانهٔ قاتلان: پرندهٔ فیتچر، معما، شیطان و سه خواهر
- استفاده از نخود و عدس برای مسیر: مانند تزه در اسطورهٔ یونان